# Al-Jamani
Al-Jamani, również Za Al-Ayaman (koniec VII w.) – pierwszy, legendarny władca państwa Songhajów. Od niego wywodzić się miała dynastia Za.
Według tradycji ustnej, która została zebrana i spisana między XVI a XVII wiekiem na kartach Tarikkh el-Fettasz i Tarikh es-Sudan, władca ten miał przywędrować nad Niger z Jemenu. Był to typowy zabieg kronikarski a także polityczny, którego zamierzeniem było uświetnienie pierwszej panującej dynastii. Z podobnymi działaniami można spotkać się w tradycji klanu Keita (Malinke) wywodzącego z kolei swoje pochodzenie od Bilali Bunama, legendarnego przybysza z Mekki.

## Legenda
Al-Jamani, po przebyciu długiej i uciążliwej drogi w towarzystwie swojego brata (lub kowala i bębniarza jak to pojawia się w innych przekazach), dociera do miasta Kukia położonego nad Nigrem. Odziani jedynie w skóry przybysze zastają tam mieszkańców terroryzowanych przez demona rzeki przybierającego postać ryby z kolczykiem w nosie. Zły duch wymagał składania sobie ofiar, wykonywania jego rozkazów oraz podporządkowywania się ustanawianym przez niego prawom. Taki stan rzeczy dogłębnie poruszył przybysza, który szybko postanowił oswobodzić zniewoloną ludność zabijając rybę. Wykorzystał do tego specjalny harpun – dan, którego wykonawca stał się protoplastą wszystkich kowali. Wdzięczni mieszkańcy obwołali Al-Jamaniego królem, a jego małżeństwo z lokalna kobietą dało początek nowej dynastii.

## Interpretacja
W legendzie tej można doszukać się śladów dawnego konfliktu, który doprowadził do powstania państwa Songhaj. W swoich początkach, organizm ten był federacją złożoną z bardzo licznych wtedy rybaków Sorko, oraz rolników Gabibi i myśliwych Gow. Jednakże w VII wieku, między dotychczasowymi sojusznikami, doszło do otwartego konfliktu. Zapewne zdając sobie sprawę z niemożności pokonania silniejszych i bardziej licznych rybaków, rolnicy i myśliwi poprosili o wsparcie Berberów Lemtuna, których interwencja ostatecznie przeważyła szalę zwycięstwa na stronę Gow i Gabibi.